# Кућа Флашар у Београду
Кућа Флашар се налази у београдској општини Врачар у улици Корнелија Станковића број 16. Подигнута је 1932. године и представља изузетан пример архитектуре породичних кућа и вила у периоду између два светска рата. Статус споменика културе добила је 2007. године.

## Изглед куће
Кућа Флашар је подигнута 1932. године према пројекту архитекте Милутина Борисављевића.
Првобитно је замишњена као породична вила правоугаоне основе са једним спратом и потпуно симетричним распоредом просторија. Саграђена је у духу академске традиције са монументалним, удвојеним пиластрима дуж читаве фасаде, који се завршавају елегантним јонским волутама.
Када је 1936. године вилу откупио Игњат Флашар, надзидан је спрат са терасом, за који је архитекта Милутин Борисављевић такође израдио пројекат. Надзидани део куће не обухвата читаву површину крова већ само једну половину, док је друга искоришћена као тераса. Кров је раван, оивичен балустрадом са украсима у облику урни. Прозори у приземљу, као и улаз у кућу, лучног су облика са слепим балустрадама испод, док су прозори на спрату правоугаони прозори-балкони са оградама од кованог гвожђа.
Испред куће налази се мала, лепо уређена башта са зиданом оградом, чији су стубови украшени урнама од вештачког камена и капијом од кованог гвожђа.